# シャットダウン・デー
シャットダウン・デー（Shutdown day）とは、パーソナルコンピュータを起動せずに1日を過ごそうという目的で提唱された日である。
2007年に2人の人物（公式サイトには名前だけがあり、どのような人物なのかは全く不明）により提唱され、2007年3月24日（土曜日）がシャットダウン・デーとされた。公式サイトでは、この日は24時間パーソナルコンピュータの電源を入れずに生活できるか、実験することを呼びかけていた。
公式サイトでは「24時間パーソナルコンピューターの電源を入れずに生活することが可能か?」という問いにはい・いいえで回答するアンケートと、短いコメントを残せる掲示板が用意されており、アンケートの結果と世界各国からと思われるコメントが公開されていた。
日本でも、各種ニュースサイトのほか、スラッシュドットでも取り上げられ、「コンピュータのない生活」についての意見交換が行われた。
2008年は3月22日（土曜日）に行われた。
2009年は5月2日と3回目にして初めて3月以外の月日になる予定であった。
2024年現在、公式サイト（英語）は現存しない。URLは http://www.shutdownday.org/ （アクセス非推奨）であった。